# Acacia delibrata
Acacia delibrata är en ärtväxtart som beskrevs av George Bentham. Acacia delibrata ingår i släktet akacior, och familjen ärtväxter. Inga underarter finns listade i Catalogue of Life.